# Consell Metropolità de l'Horta
El Consell Metropolità de l'Horta (CMH) fou un organisme de gestió supramunicipal creat l'any 1987 i integrat pels 44 municipis de l'històrica comarca de l'Horta de València. Se creà com a hereu de la Corporació Administrativa Gran València, activa entre els anys 1949 i 1986. El CMH fou dissolt l'any 1999 per una majoria del Partit Popular.
El CMH fou oficialment posat en marxa el 15 de gener de 1987 i fou oficialment liquidat el 18 de maig de 2001.

## Presidents
- José Morales Gracia, PSPV-PSOE (1999-1999)